# NGC 3272
NGC 3272 – gwiazda podwójna znajdująca się w gwiazdozbiorze Małego Lwa. Zaobserwował ją Herman Schultz 9 marca 1866 roku i skatalogował jako obiekt typu „mgławicowego”. Baza SIMBAD błędnie podaje, że NGC 3272 to galaktyka LEDA 31115 (PGC 31115).